# Ruperea spontană a simetriei
în fizică, ruperea spontană a simetriei este fenomenul ce are loc când un sistem simetric în raport cu un oarecare grup de simetrie intră într-o stare asimetrică de vid cuantic. În acest punct, sistemul nu mai pare să se comporte într-o manieră simetrică. Este un fenomen care are loc natural în multe situații. Grupul de simetrie poate fi discret, cum ar fi grupul spațial al unui cristal, sau continuu, cum ar fi simetria de rotație a spațiului.
Un exemplu comun care ajută la explicarea acestui fenomen este o minge care stă în vârful unui deal. Această minge este într-o stare complet simetrică. Totuși, starea nu este stabilă: mingea se poate rostogoli cu ușurință la vale. La un moment dat, mingea se rostogolește la vale într-o direcție sau în alta. Simetria s-a rupt, deoarece direcția în care s-a rostogolit mingea a căpătat o importanță diferită de cea a celorlalte direcții în care s-ar fi putut duce.

## Exemplu matematic: potențialul pălăriei mexicane

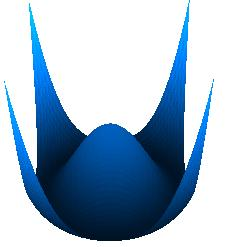
Graficul ruperii spontane a simetriei în ecuaţia (2)

În cel mai simplu exemplu, un câmp cu simetria ruptă spontan este descris de o teorie a câmpurilor scalare. În fizică, un mod de a vedea ruperea spontană a simetriei este prin intermediul lagrangianului, un operator care dă diferența între energia cinetică și cea potențială a unui sistem fizic. Lagrangianul, care dictează felul în care se va comporta un sistem, poate fi împărțit în cei doi termeni ai săi: potențialul și termenul cinetic
{\displaystyle (1)\qquad {\mathcal {L}}=\partial ^{\mu }\phi \partial _{\mu }\phi -V(\phi ).}
În termenul potențial (V(φ)) are loc acțiunea de rupere a simetriei. Un exemplu de potențial îl reprezintă funcția reprezentată grafic în imagine și dat de formula:
{\displaystyle (2)\qquad V(\phi )=-10|\phi |^{2}+|\phi |^{4}\,}
Potențialul acesta are multe puncte de minim (stări de vid) date de ecuația
{\displaystyle (3)\qquad \phi ={\sqrt {5}}e^{i\theta }}
pentru orice θ real între 0 și 2π. Sistemul are și o stare de vid instabilă corespunzătoare lui Φ = 0. Această stare prezintă simetrie U(1). Totuși, odată ce sistemul cade într-o anumită stare de vid stabilă (corespunzătoare alegerii unui θ) această simetrie se pierde și este ruptă spontan.

### Mecanismul Higgs
În Modelul Standard, ruperea spontană a simetriei este realizată prin intermediul bosonului Higgs și este răspunzătoare pentru masele bosonilor W și Z. Un fenomen prin care o rupere spontană a simetriei determină fermionii să capete masă este interacțiunea Yukawa.